# 昆明冬青
昆明冬青（学名：Ilex kunmingensis）是冬青科冬青属的植物，为中国的特有植物。分布在中国大陆的云南等地，生长于海拔2,380米的地区，多生长在山坡灌木林中，目前已由人工引种栽培。

## 异名
- Ilex kunmingensis H. W. Li ex Y. R. Li var. capitata Y. R. Li